# Tub Crookes
În ultima parte a secolului al XIX-lea, William Crookes a inventat tubul cu raze catodice și a fost primul care a observat particulele încărcate negativ, într-un astfel de tub.